# Джоанна Акрская
Джоанна Акрская (англ. Joan of Acre; весна 1272, Акра, Иерусалимское королевство — 23 апреля 1307, Клер, Саффолк, Англия) — английская принцесса из династии Плантагенетов, дочь короля Англии Эдуарда I и Элеоноры Кастильской. Была женой графа Глостера и Хартфорда Гилберта Рыжего из рода де Клеров, а после его смерти совершила мезальянс, выйдя замуж за незнатного рыцаря Ральфа де Монтермара.

## Биография

### Происхождение
Джоанна Акрская принадлежала к династии Плантагенетов, представители которой правили Англией с 1154 года. Она была праправнучкой основателя династии, короля Генриха II, и дочерью короля Эдуарда I от его первого брака — с Элеонорой Кастильской. Всего в этом браке родились четырнадцать детей, но до совершеннолетия дожили только шесть из них: Джоанна, ещё четыре дочери и сын Эдуард, который уже после смерти Джоанны стал королём.

### Ранние годы и первый брак
Джоанна родилась весной 1272 года в Акре на восточном побережье Средиземного моря, куда её родители прибыли за год до этого, чтобы попытаться спасти христианские владения от мусульманской угрозы в рамках очередного крестового похода. Она стала восьмым ребёнком, но на момент рождения у Джоанны были только один брат и одна сестра, находившиеся к тому же в Англии. Дед принцессы, Генрих III Плантагенет, тогда был ещё жив, так что Эдуард был только наследником престола. Спустя несколько месяцев после рождения дочери Эдуард и Элеонора отплыли из Акры в сторону родины. На Сицилии они узнали о смерти Генриха III; с этого момента Джоанна Акрская была дочерью короля. Дальнейший путь лежал по суше через Италию и Францию. Маленькую дочь Эдуард I оставил на воспитание у её бабушки по матери Жанны, графини Понтье.
Принцесса впервые оказалась в Англии в 1279 году. Её отец тогда уже планировал брак Джоанны с одним из сыновей короля Германии Рудольфа I Гартманом, предполагая возобновить таким образом традиционный союз двух королевств против Капетингов. Эта затея не удалась: Гартман погиб восемнадцатилетним, когда его корабль на Рейне врезался в скалу (20 декабря 1281 года).
Вскоре после этого Эдуард I решил выдать дочь за графа Глостера и Хартфорда Гилберта Рыжего из рода де Клеров. Разница в возрасте между новобрачными составляла 30 лет, но Гилберт де Клер был, вероятно, самым могущественным из английских баронов. Он поддерживал Эдуарда в гражданской войне, был регентом королевства в период между смертью Генриха III и возвращением Эдуарда из Святой земли, а его первой женой была тётка короля. В мае 1283 года состоялась помолвка, а 30 апреля 1290 года в Вестминстерском аббатстве 46-летний граф женился на 18-летней принцессе. Предварительно Гилберт де Клер формально передал все свои владения короне, а после свадьбы их получили уже Гилберт и Джоанна вместе. Согласно брачному договору, две дочери графа от первого брака теряли право на наследство; всё родовое имущество должно было перейти к будущим потомкам Джоанны, а если бы этот брак остался бездетным, владения де Клеров перешли бы к детям принцессы от гипотетического второго брака. Приданое невесты составило две тысячи серебряных марок.
Супруги жили в основном вдали от королевского двора; известно, что Эдуард I относился к этому неодобрительно. В 1290 году Гилберт и Джоанна приняли крест, но в Святую землю они так и не отправились. 7 декабря 1295 года граф умер. Его жена, к тому моменту мать четырёх детей, стала единственным обладателем земель де Клеров, за которые принесла отцу ленную присягу 20 января 1296 года.

### Второй брак
Вскоре после смерти мужа Джоанна Акрская влюбилась в одного из королевских оруженосцев — Ральфа де Монтермара. Она добилась от отца посвящения Монтермара в рыцари, а уже в начале 1297 года вступила в тайный брак со своим возлюбленным. Это был невиданный для английской знати мезальянс: дочь короля и вдова одного из первых баронов стала женой всего лишь захудалого рыцаря. Между тем Эдуард решил выдать её за графа Савойского Амадея V. Уже была назначена дата свадьбы, 16 марта 1297 года, и Джоанна, таким образом, оказалась в крайне сложном и даже опасном положении.
Сначала графиня попыталась отговорить отца от савойского брака, не рассказывая ему всю правду, но тот решил, что на дочь нужно просто сильнее надавить, и для этого временно конфисковал её владения. Тогда Джоанне пришлось сообщить королю, что она уже является женой Монтермара. Эдуард пришёл в ярость и приказал заточить мужа Джоанны в Бристольском замке. Постепенно он изменил своё отношение к случившемуся. Вероятно, на это повлияли беременность Джоанны (ребёнок родился в октябре 1297 года) и заступничество епископа Дарема. Уже в августе Монтермар получил свободу, а его жена снова получила свои владения, так что недавний простой рыцарь мог до самой смерти своей жены именоваться графом Глостера и Хартфорда. С определённого момента он даже пользовался королевской благосклонностью. При этом к Джоанне после её второго замужества Эдуард I относился заметно более холодно, чем к её сёстрам.

### Смерть
Джоанна умерла 23 апреля 1307 года в поместье Клер в Саффолке в возрасте 35 лет. Причина смерти неизвестна. Исследователи допускают, что она скончалась при родах: во втором браке дети графини рождались с промежутком в 2-3 года, а последний известный по источникам ребёнок родился в 1304 году. Джоанну похоронили в Клере, в родовой усыпальнице её первого мужа. Источники сообщают, что в 1357 году могила была вскрыта в присутствии дочери Джоанны Акрской Элизабет де Бург, и тело было найдено неразложившимся; но это известие относится уже к XV веку, и его достоверность под вопросом.

## Семья
От каждого из двух браков у Джоанны Акрской было по четверо детей.
Дети от Гилберта де Клера:
- Гилберт де Клер, 8-й граф Глостер и 8-й граф Глостер (1291—1314);
- Элинор де Клер (1292—1337), жена Хью ле Диспенсера Младшего и Уильяма де ла Зуша, 1-го барона Зуша из Мортимера;
- Маргарет де Клер (1293—1342), жена Пирса Гавестона и Хью де Одли;
- Элизабет де Клер (1295—1360), жена Джона де Бурга, Тибо де Вердена и Роджера Дамори, 1-го барона Дамори.

Дети от Ральфа де Монтермара:
- Мэри де Монтермар (1298 — после 1371), жена Дункана Макдуффа, графа Файфа;
- Джоанна де Монтермар (1299 — ?), монахиня;
- Томас де Монтермар (1301—1340), 2-й барон Монтермар;
- Эдуард де Монтермар (1304—1340), барон Монтермар[15].

Предки

## В художественной литературе
Джоанна Акрская стала одним из центральных персонажей в романах Вирджинии Хенли и Ванессы Александер. В изображении беллетристов и учёных она получает разные оценки: её тайный брак оказывается следствием либо её испорченности, либо естественного стремления к независимости.